# Saint-Léger (Pas-de-Calais)
Pour les articles homonymes, voir Saint-Léger.
Saint-Léger est une commune française située dans le département du Pas-de-Calais en région Hauts-de-France. Ses habitants de la commune sont appelés les Saint-Légérois. La commune est membre de la communauté de communes du Sud-Artois.

## Géographie

### Localisation
Localisée dans le sud-est du département du Pas-de-Calais, Saint-Léger est une commune rurale, où la rivière la Sensée prend sa source, et qui est située, à vol d'oiseau, à 9 km au nord de la commune de Bapaume et à 12 km au sud de la commune d’Arras (aire d'attraction, chef-lieu d'arrondissement et préfecture du Pas-de-Calais).
Le territoire de la commune est limitrophe de ceux de sept communes.
Les communes limitrophes sont Boiry-Becquerelle, Boyelles, Croisilles, Écoust-Saint-Mein, Ervillers, Hénin-sur-Cojeul et Mory.

### Géologie et relief
La superficie de la commune est de 7,47 km2 ; son altitude varie de 69  à   117 mètres.

### Hydrographie

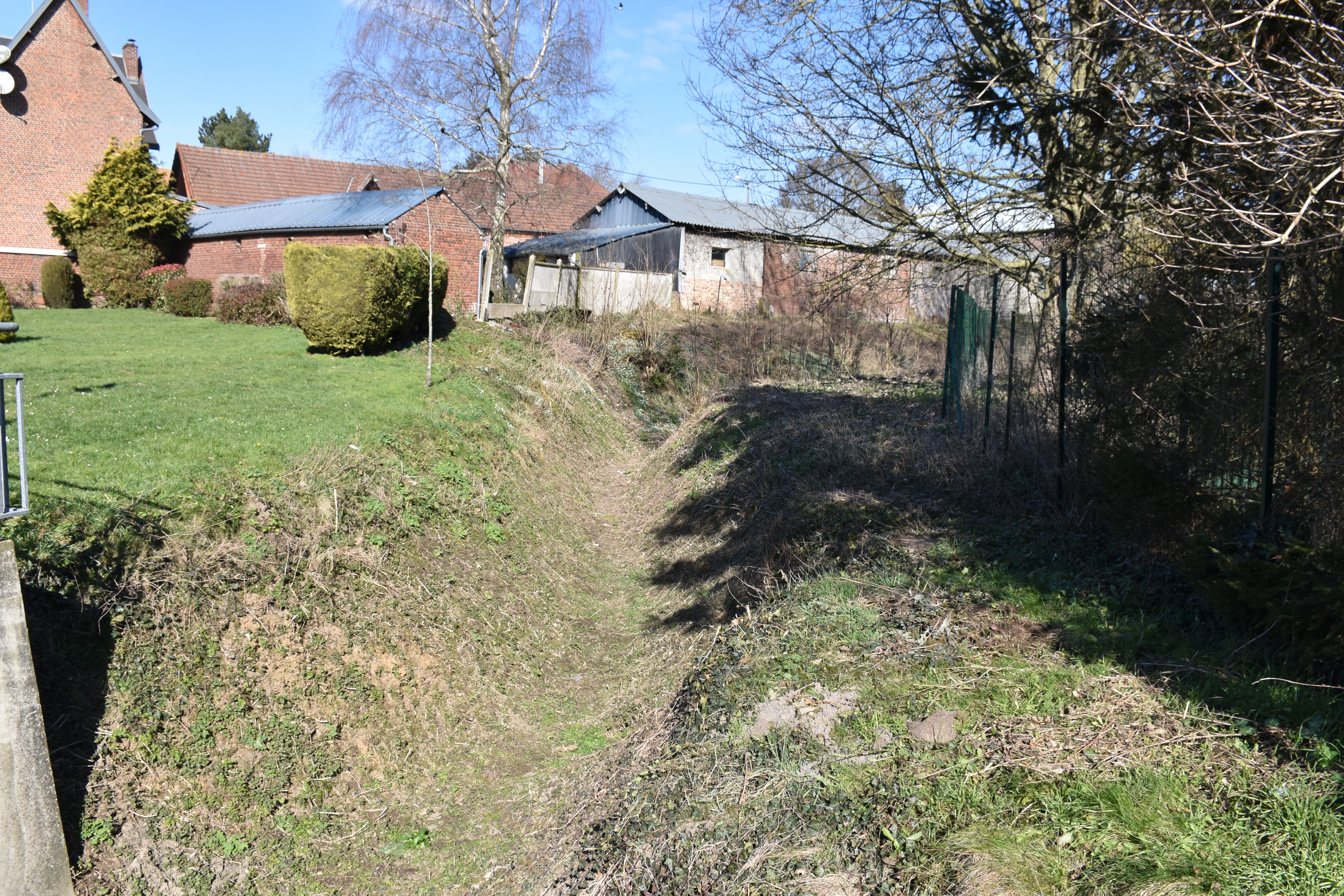
Le cours de la Sensée à sec à St-Léger en mars 2023.

La commune, située dans le bassin Artois-Picardie, est, selon le Service d'administration nationale des données et référentiels sur l'eau (Sandre), drainée par la rivière la Sensée, cours d'eau naturel non navigable de 27,07 km, qui prend sa source dans la commune et se jette dans le canal du Nord au niveau de la commune d'Arleux.

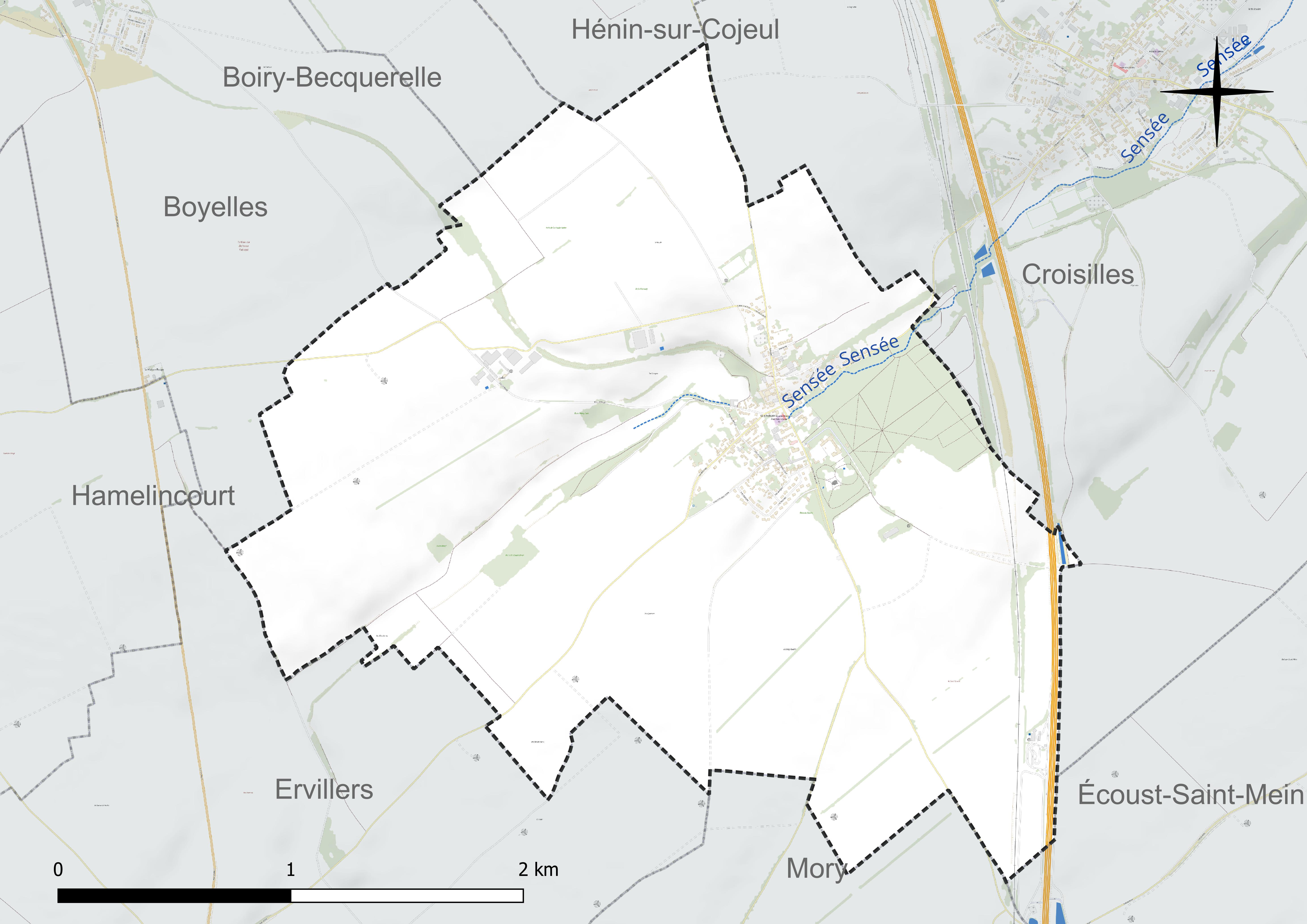
Réseau hydrographique de Saint-Léger.

### Paysages
Pour un article plus général, voir Paysage en France.
La commune est située dans le paysage régional des grands plateaux artésiens et cambrésiens tel que défini dans l’atlas des paysages de la région Nord-Pas-de-Calais, conçu par la direction régionale de l'Environnement, de l'Aménagement et du Logement (DREAL),. Ce paysage régional, qui concerne 238 communes, est dominé par les « grandes cultures » de céréales et de betteraves industrielles qui représentent 70 % de la surface agricole utilisée (SAU).

### Climat
Pour des articles plus généraux, voir Climat des Hauts-de-France et Climat du Nord-Pas-de-Calais.
En 2010, le climat de la commune est de type climat océanique dégradé des plaines du Centre et du Nord, selon une étude du CNRS s'appuyant sur une série de données couvrant la période 1971-2000. En 2020, Météo-France publie une typologie des climats de la France métropolitaine dans laquelle la commune est exposée à un climat océanique et est dans la région climatique Nord-est du bassin Parisien, caractérisée par un ensoleillement médiocre, une pluviométrie moyenne régulièrement répartie au cours de l’année et un hiver froid (3 °C).
Pour la période 1971-2000, la température annuelle moyenne est de 10,2 °C, avec une amplitude thermique annuelle de 14,7 °C. Le cumul annuel moyen de précipitations est de 769 mm, avec 12,1 jours de précipitations en janvier et 8,8 jours en juillet. Pour la période 1991-2020, la température moyenne annuelle observée sur la station météorologique la plus proche, située sur la commune de Wancourt à 7 km à vol d'oiseau, est de 10,8 °C et le cumul annuel moyen de précipitations est de 711,4 mm,. Pour l'avenir, les paramètres climatiques de la commune estimés pour 2050 selon différents scénarios d'émission de gaz à effet de serre sont consultables sur un site dédié publié par Météo-France en novembre 2022.

### Milieux naturels et biodiversité
L’Inventaire national du patrimoine naturel (INPN) recense plusieurs espèces faunistiques et floristiques sur le territoire de la commune dont certaines sont protégées et d’autres menacées et quasi-menacées.

## Urbanisme

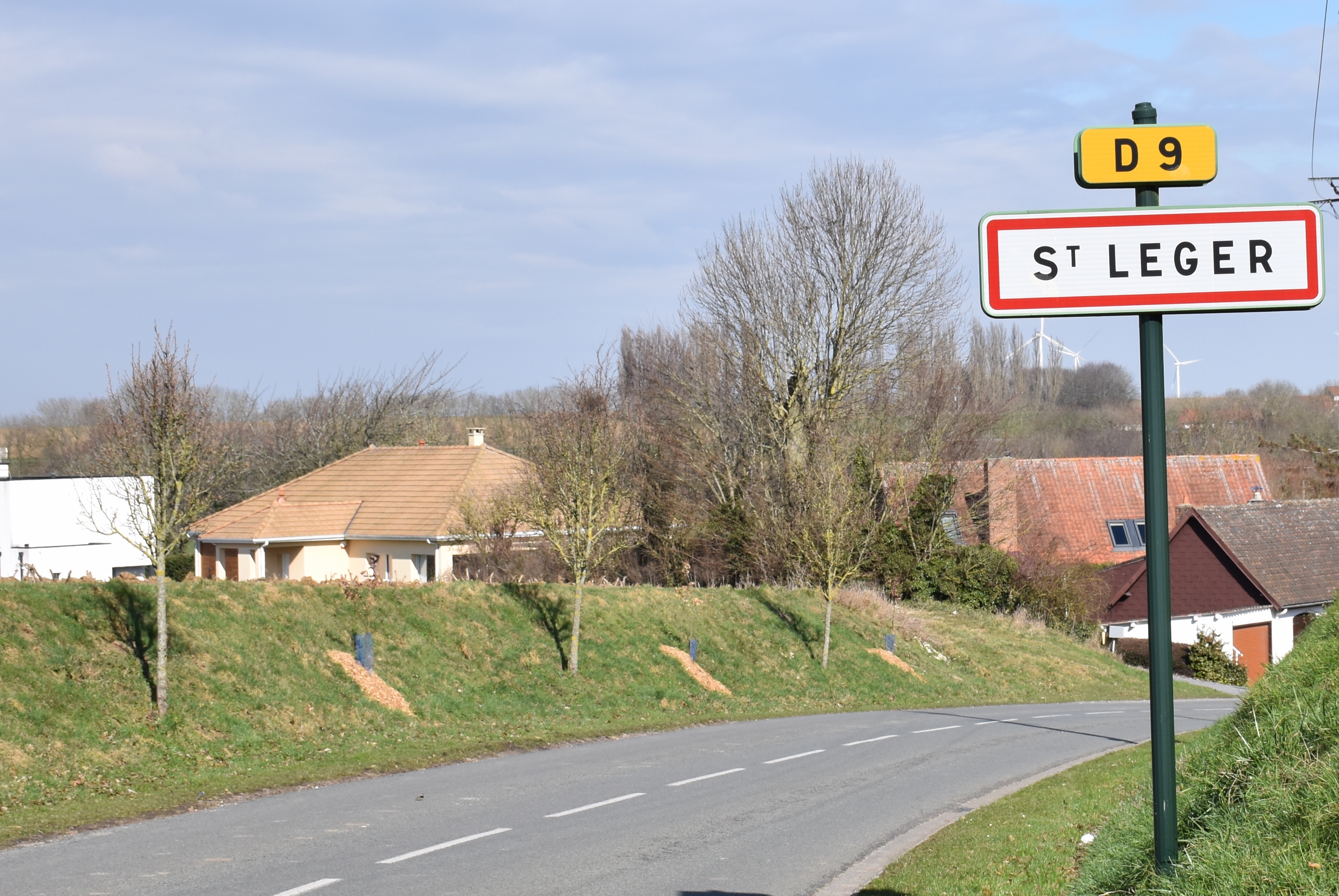
Une entrée du village.

### Typologie
Au 1er janvier 2024, Saint-Léger est catégorisée commune rurale à habitat dispersé, selon la nouvelle grille communale de densité à sept niveaux définie par l'Insee en 2022.
Elle est située hors unité urbaine. Par ailleurs la commune fait partie de l'aire d'attraction d'Arras, dont elle est une commune de la couronne,. Cette aire, qui regroupe 163 communes, est catégorisée dans les aires de 50 000 à moins de 200 000 habitants,.

### Occupation des sols
L'occupation des sols de la commune, telle qu'elle ressort de la base de données européenne d’occupation biophysique des sols Corine Land Cover (CLC), est marquée par l'importance des territoires agricoles (87,1 % en 2018), en diminution par rapport à 1990 (91,7 %). La répartition détaillée en 2018 est la suivante : 
terres arables (80,9 %), prairies (6,2 %), forêts (4,9 %), zones industrielles ou commerciales et réseaux de communication (4,1 %), zones urbanisées (3,9 %). L'évolution de l’occupation des sols de la commune et de ses infrastructures peut être observée sur les différentes représentations cartographiques du territoire : la carte de Cassini (XVIIIe siècle), la carte d'état-major (1820-1866) et les cartes ou photos aériennes de l'IGN pour la période actuelle (1950 à aujourd'hui).

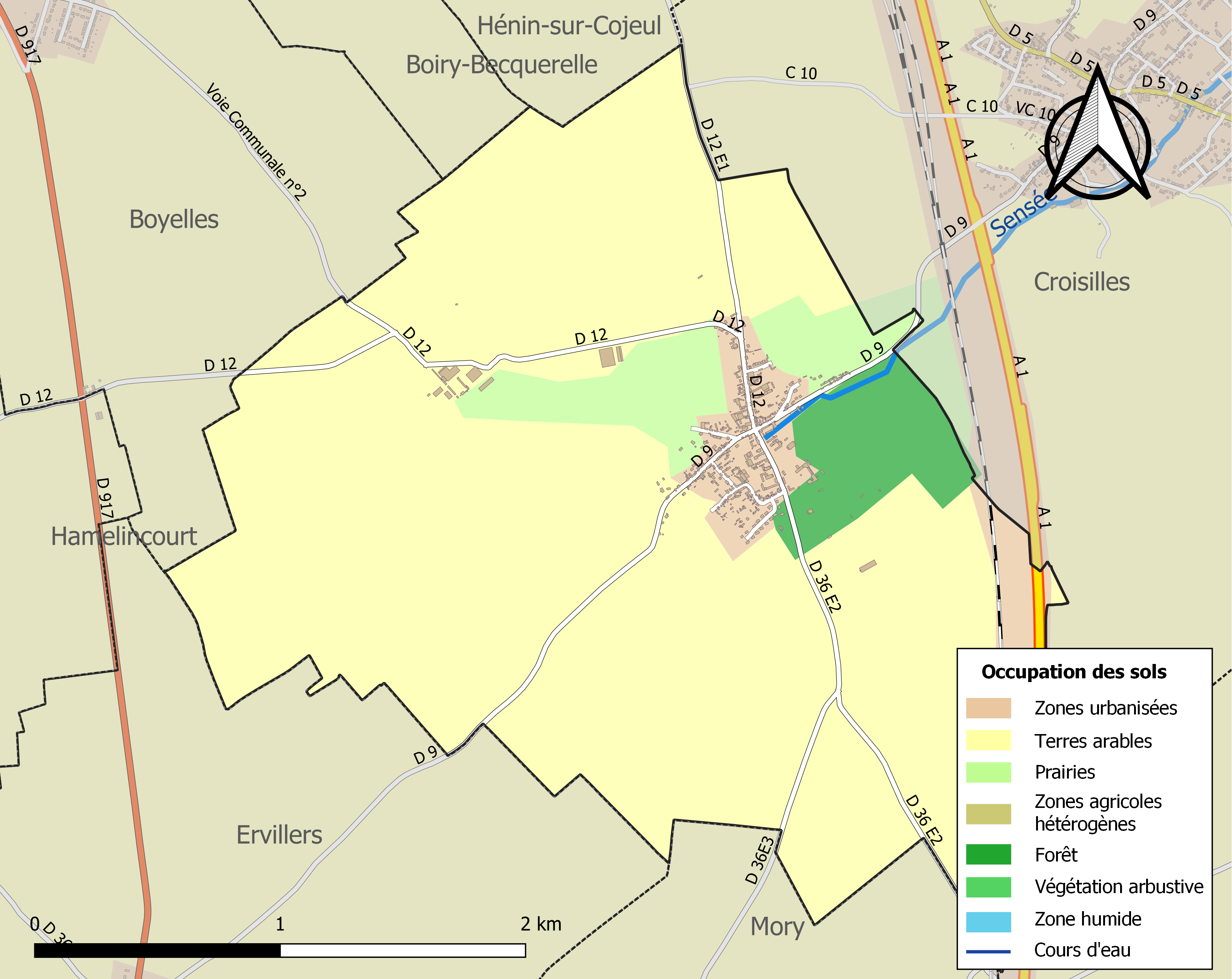
Carte des infrastructures et de l'occupation des sols de la commune en 2018 (CLC).

### Voies de communication et transports
De 1880 à 1969, la commune est desservie par l'ancienne ligne de chemin de fer de Boisleux à Marquion.

## Toponymie
Le nom de la localité est attesté sous les formes Sarcinio, Sarcingum au VIIIe siècle ; Sorcin au XIe siècle ; Sanctus Leodegarius de 1154 à 1159 ; Saint Legier en 1265 ; Saint Ligier en 1290 ; Saint Leger en 1793 et Saint-Léger depuis 1801. Pendant la Révolution française, la commune prend le nom de La Réunion-en-Vallée.
Saint-Léger est un hagiotoponyme.
La commune, située dans l'ancien canton de Croisilles, s'appelle aussi Saint-Léger-les-Croisilles, dans le club des communes portant le nom Saint-Léger.

## Histoire
L'histoire de la commune peut être consultée dans le Dictionnaire historique et archéologique du Pas-de-Calais paru en 1873, en cliquant sur le lien ci-après.
La carte de Cassini ci-dessous montre qu'au milieu du XVIIIe siècle, Saint-Léger était une paroisse située dans la vallée de la Sensée, le long du chemin de Cambrai à Bapaume. Le  château est représenté à l'est du village. Au nord, un moulin à vent en bois aujourd'hui disparu était en activité à cette époque.

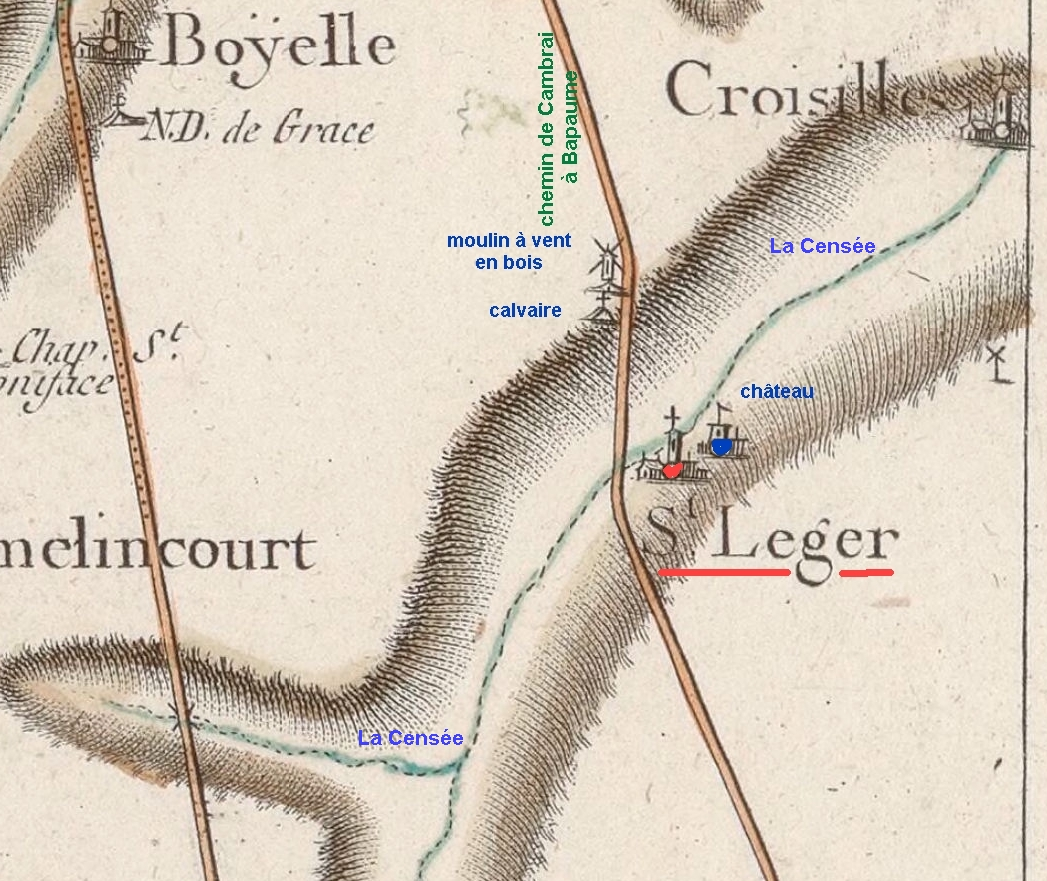
La carte de Cassini du secteur vers 1750.
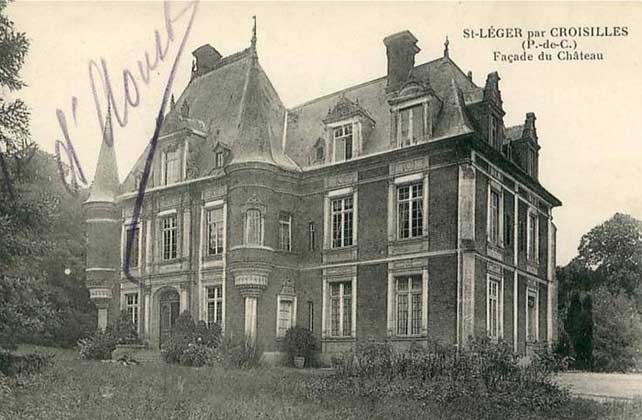
Le château de Saint-Léger avant sa destruction en 1917.

Avant la Révolution française, Saint-Léger est le siège d'une seigneurie. Par lettres données à Versailles en avril 1759, la terre de Saint-Léger, réunie à celle de Villerval (Willerval?) et Fontaine est érigée en marquisat sous le nom de marquisat de Languedoue du nom du seigneur du lieu. Saint-Léger relève de Borafle, appartenant au marquis de Mouchy. Beaucoup de fiefs sont liés aux terres de Villerval et de Fontaine qui possèdent toute la justice seigneuriale et relèvent du comte d'Oisy.
Louis Alexandre de Languedoue, seigneur de Saint-Léger par sa femme, Villerval, Fontaine, colonel d'infanterie, ancien commandant d'un bataillon du régiment d'infanterie du roi, chevalier de Saint-Louis, bénéficie en avril 1759, par lettres données à Versailles, du titre de marquis de Languedoue. Son épouse, Marie Reine de la Rosière, bénéficie également du titre. Elle est veuve de Marie Jacques Eustache, marquis d'Aoust, dame de Saint-Léger, Fontaine, Cuinchy-Prévôt, Cuinchy-Baudouin (Cuincy), Lambres, Rocoux, Wouaziers, Fersin, etc. Louis Alexandre a servi 38 ans dans le régiment d'infanterie du roi, y est devenu commandant de bataillon. Il participe à 33 actions, sièges ou batailles, est blessé de six coups de fusil et d'un coup de canon. Il appartient à une très ancienne famille noble. Parmi ses ancêtres, figure Jean de Languedoue, son septième aïeul, qui montre sa valeur à la bataille de Montlhéry, ce qui lui vaut d'être nommé chevalier de Saint-Michel en 1470, etc..
D'après l'historien français Auguste de Loisne : « Saint-Léger, en 1789, faisait partie du bailliage de Bapaume et suivait la coutume d'Artois. Son église paroissiale, diocèse d'Arras, doyenné de Croisilles, district de Neuville-Vitasse, était consacrée à saint Léger ; le chapitre d'Arras présentait à la cure. »

### Guerre franco-allemande de 1870
La commune est le théâtre d'opération de la bataille de Bapaume durant la guerre franco-allemande de 1870.

### Première Guerre mondiale
Pendant la Première Guerre mondiale, après la bataille des Frontières du 7 au 24 août 1914, devant les pertes subies, l'État-Major français décide de battre en retraite depuis la Belgique. Dès le 28 août, les Allemands s'emparent du village de Saint-Léger et poursuivent leur route vers l'ouest. Dès lors commença l'occupation allemande qui dura jusqu'au début de 1917. Des arrêtés de la kommandantur obligeaient, à date fixe, sous la responsabilité du maire et du conseil municipal, sous peine de sanctions, la population à fournir : blé, œufs, lait, viande, légumes, destinés à nourrir les soldats du front. Toutes les personnes valides devaient effectuer des travaux agricoles ou d'entretien.
En mars 1917, les Allemands décident de se retirer sur la ligne Hindenburg, ligne fortifiée située à seulement 2 km à l'est devant Bullecourt. Avant leur départ, le village est évacué de ses habitants et toutes les constructions (église, mairie, maisons) sont systhématiquement dynamitées, tous les arbres sont coupés, les puits pollués avec du fumier.
Les troupes britanniques prennent alors possessions des ruines du village le 2 avril 1917. Saint-Léger repassera aux mains des Allemands en mars 1918 lors de l'offensive du Kaiser jusqu'au 1er septembre 1918, date à laquelle le village sera définitivement repris par les troupes du Commonwealth après de violents combats, attestés par la présence de nombreux cimetières britanniques ou allemands dans le secteur.
Après l'armistice, les habitants reviennent peu à peu au village. Alors commença une longue période de reconstruction.
Vu les souffrances endurées par la population pendant les quatre années d'occupation et les dégâts aux constructions, la commune s'est vu décerner la croix de guerre 1914-1918 le 23 septembre 1920, distinction également attribuée à 276 autres communes du Pas-de-Calais.

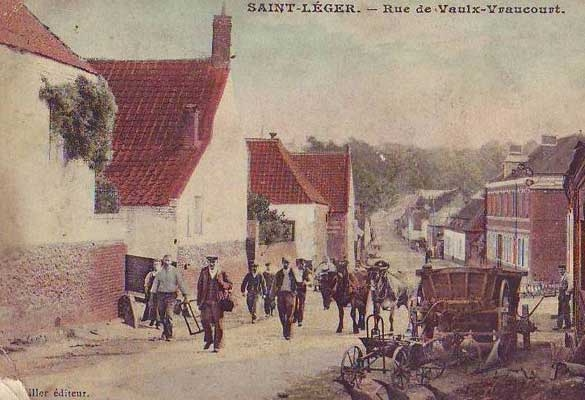
Carte postale du village avant 1914.
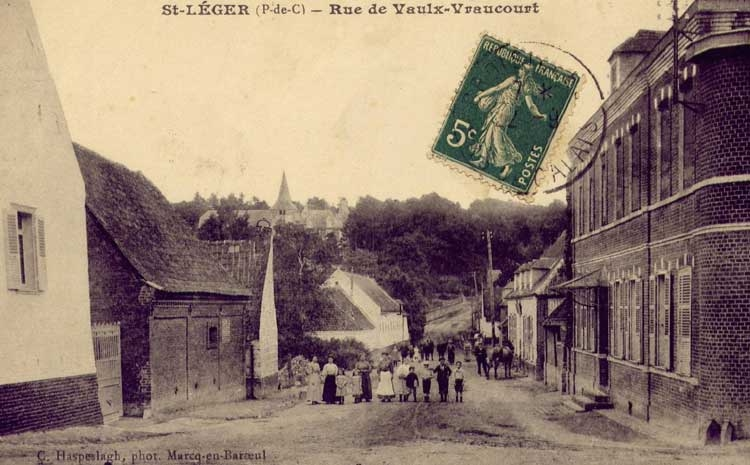
Carte postale du village avant 1914.
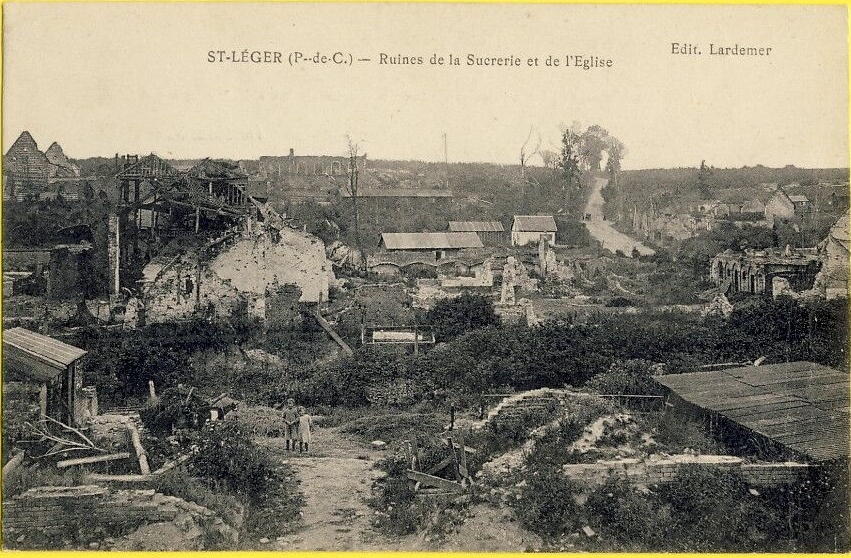
Carte postale des ruines du village en 1920 : à l'arrière-plan, les ruines de l'église.
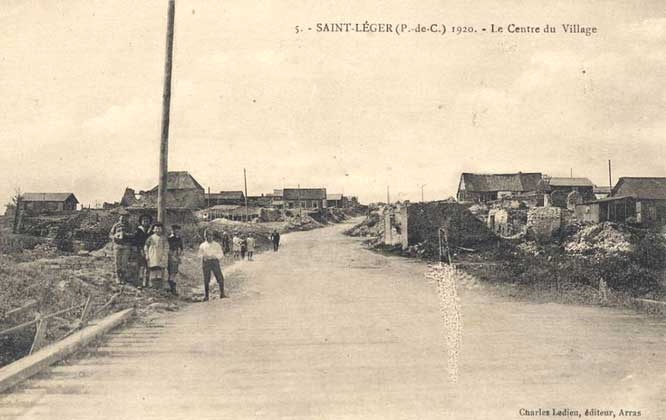
Vue du village en reconstruction en 1920.
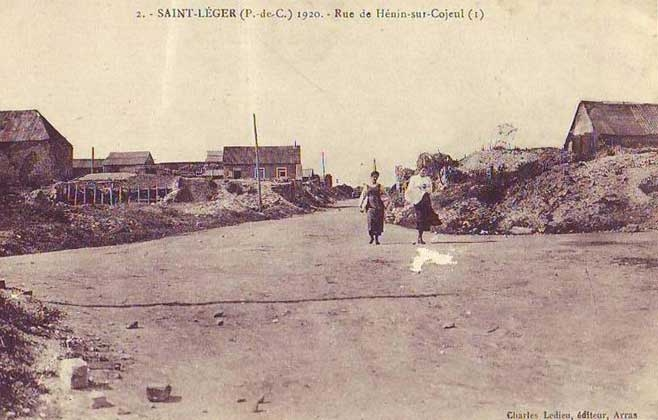
Vue du village en reconstruction en 1920.
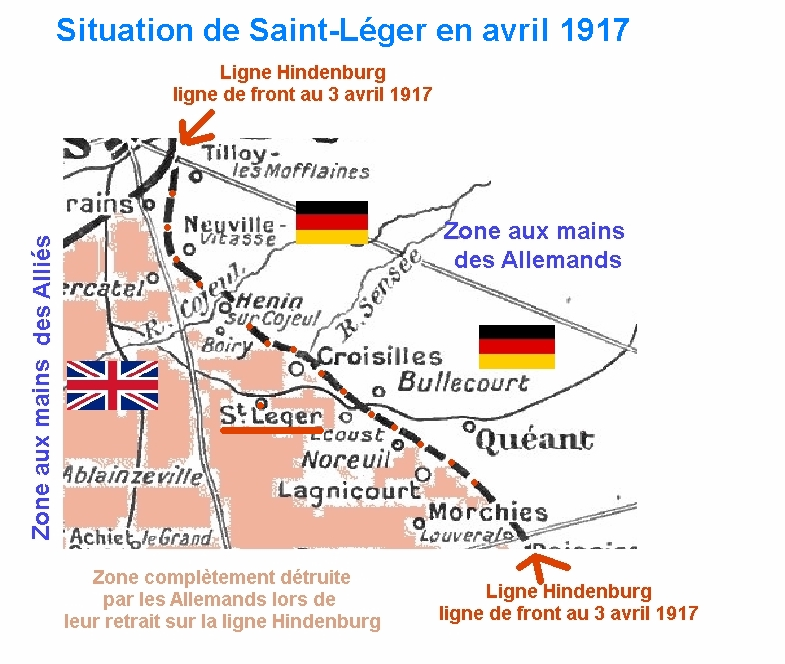
Situation de Saint-Léger en 1917 tout près de la ligne Hindenburg.
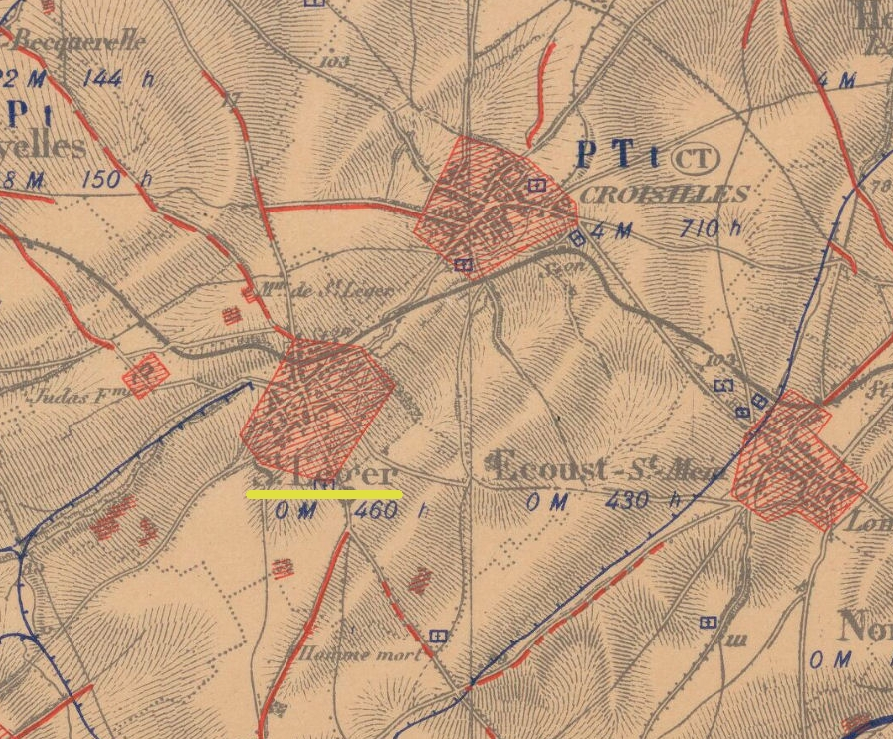
La carte des régions dévastées en 1919 montre que le village est complètement détruit.

### Seconde Guerre mondiale
Des pistes d'aviation allemandes ont existé sur le village durant la Seconde Guerre mondiale. 350 hommes des forces de la Luftwaffe occupaient le village à cette époque.

## Politique et administration

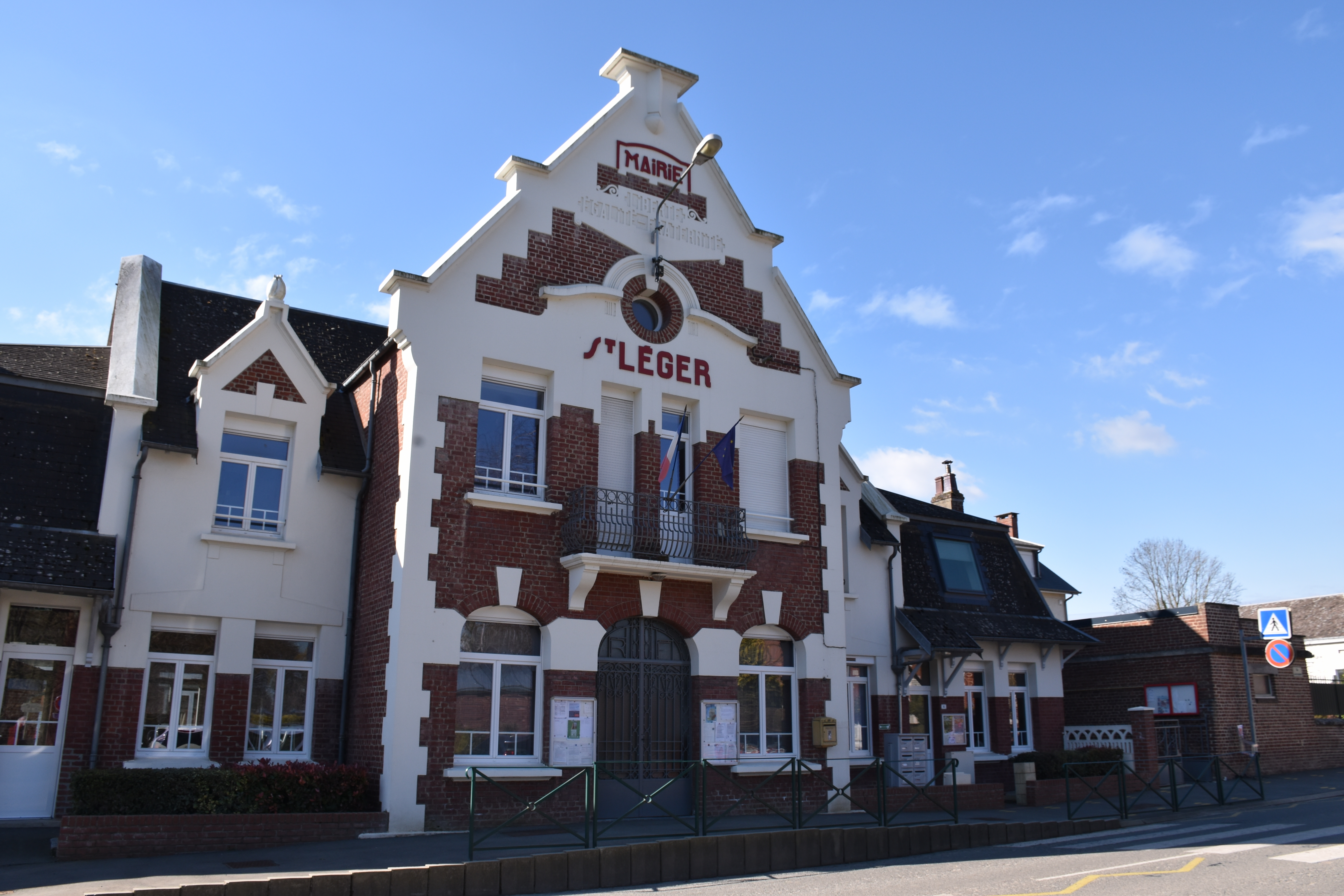
La mairie.

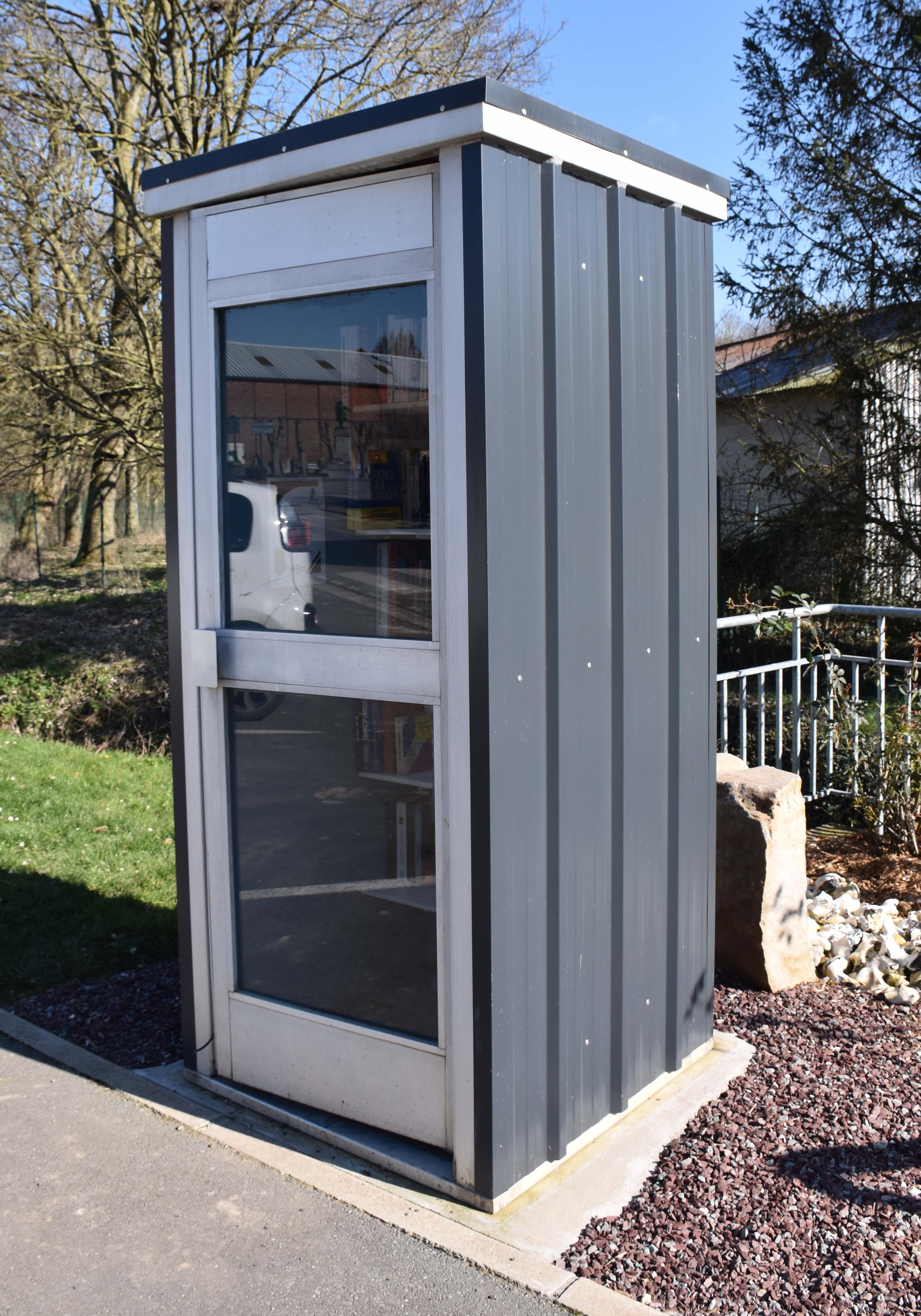
Une boîte à livres.

### Découpage territorial
La commune se trouve dans l'arrondissement d'Arras du département du Pas-de-Calais.

#### Commune et intercommunalités
La commune est membre de la communauté de communes du Sud-Artois qui regroupe 64 communes et totalise 27 059 habitants en 2021.

#### Circonscriptions administratives
La commune est rattachée au canton de Bapaume.

#### Circonscriptions électorales
Pour l'élection des députés, la commune fait partie de la première circonscription du Pas-de-Calais.

### Élections municipales et communautaires

#### Liste des maires
| Période                                  | Période                    | Identité             | Étiquette | Qualité                                                                    |
| ---------------------------------------- | -------------------------- | -------------------- | --------- | -------------------------------------------------------------------------- |
| Les données manquantes sont à compléter. |                            |                      |           |                                                                            |
| mars 2001                                | 2008                       | Jean-Claude Goethals |           |                                                                            |
| mars 2008                                | En cours (au 5 avril 2022) | Michel Blondel       |           | Architecte Réélu pour le mandat 2014-2020, Réélu pour le mandat 2020-2026, |

## Population et société

### Démographie
Les habitants de la commune sont appelés les Saint-Légérois.

#### Évolution démographique
L'évolution du nombre d'habitants est connue à travers les recensements de la population effectués dans la commune depuis 1793. Pour les communes de moins de 10 000 habitants, une enquête de recensement portant sur toute la population est réalisée tous les cinq ans, les populations de référence des années intermédiaires étant quant à elles estimées par interpolation ou extrapolation. Pour la commune, le premier recensement exhaustif entrant dans le cadre du nouveau dispositif a été réalisé en 2004.

En 2022, la commune comptait 527 habitants, en évolution de +20,05 % par rapport à 2016 (Pas-de-Calais : −0,72 %, France hors Mayotte : +2,11 %).
| 1793 | 1800 | 1806 | 1821 | 1831 | 1836 | 1841 | 1846 | 1851 |
| ---- | ---- | ---- | ---- | ---- | ---- | ---- | ---- | ---- |
| 481  | 481  | 484  | 559  | 628  | 658  | 669  | 695  | 675  |

| 1856 | 1861 | 1866 | 1872 | 1876 | 1881 | 1886 | 1891 | 1896 |
| ---- | ---- | ---- | ---- | ---- | ---- | ---- | ---- | ---- |
| 687  | 694  | 719  | 697  | 755  | 718  | 766  | 777  | 784  |

| 1901 | 1906 | 1911 | 1921 | 1926 | 1931 | 1936 | 1946 | 1954 |
| ---- | ---- | ---- | ---- | ---- | ---- | ---- | ---- | ---- |
| 769  | 706  | 717  | 437  | 505  | 498  | 504  | 442  | 406  |

| 1962 | 1968 | 1975 | 1982 | 1990 | 1999 | 2004 | 2006 | 2009 |
| ---- | ---- | ---- | ---- | ---- | ---- | ---- | ---- | ---- |
| 445  | 447  | 422  | 413  | 392  | 393  | 410  | 406  | 399  |

| 2014 | 2019 | 2022 | - | - | - | - | - | - |
| ---- | ---- | ---- | - | - | - | - | - | - |
| 438  | 474  | 527  | - | - | - | - | - | - |

#### Pyramide des âges
En 2018, le taux de personnes d'un âge inférieur à 30 ans s'élève à 37,9 %, soit au-dessus de la moyenne départementale (36,7 %). À l'inverse, le taux de personnes d'âge supérieur à 60 ans est de 19,7 % la même année, alors qu'il est de 24,9 % au niveau départemental.
En 2018, la commune comptait 231 hommes pour 231 femmes, soit un taux de 50,00 % de femmes, légèrement inférieur au taux départemental (51,50 %).
Les pyramides des âges de la commune et du département s'établissent comme suit.
| Hommes | Classe d’âge | Femmes |
| ------ | ------------ | ------ |
| 1,3    | 90 ou +      | 0,4    |
| 3,0    | 75-89 ans    | 6,4    |
| 14,3   | 60-74 ans    | 14,0   |
| 20,3   | 45-59 ans    | 15,7   |
| 24,9   | 30-44 ans    | 24,2   |
| 15,2   | 15-29 ans    | 16,5   |
| 21,1   | 0-14 ans     | 22,9   |

| Hommes | Classe d’âge | Femmes |
| ------ | ------------ | ------ |
| 0,5    | 90 ou +      | 1,6    |
| 5,6    | 75-89 ans    | 8,9    |
| 16,7   | 60-74 ans    | 18,1   |
| 20,2   | 45-59 ans    | 19,2   |
| 18,9   | 30-44 ans    | 18,1   |
| 18,2   | 15-29 ans    | 16,2   |
| 19,9   | 0-14 ans     | 17,9   |

## Culture locale et patrimoine

### Lieux et monuments
- L'église Saint-Léger.
- Le monument aux morts, surmonté de la La Victoire en chantant du sculpteur Charles Édouard Richefeu[34].
- Les deux cimetières militaires britanniques :
  - le Mory Street Military Cemetery (Saint-Léger), sur la route de Mory,
  - le Saint-Léger British Cemetery, en contrebas de l'ancienne voie ferrée.

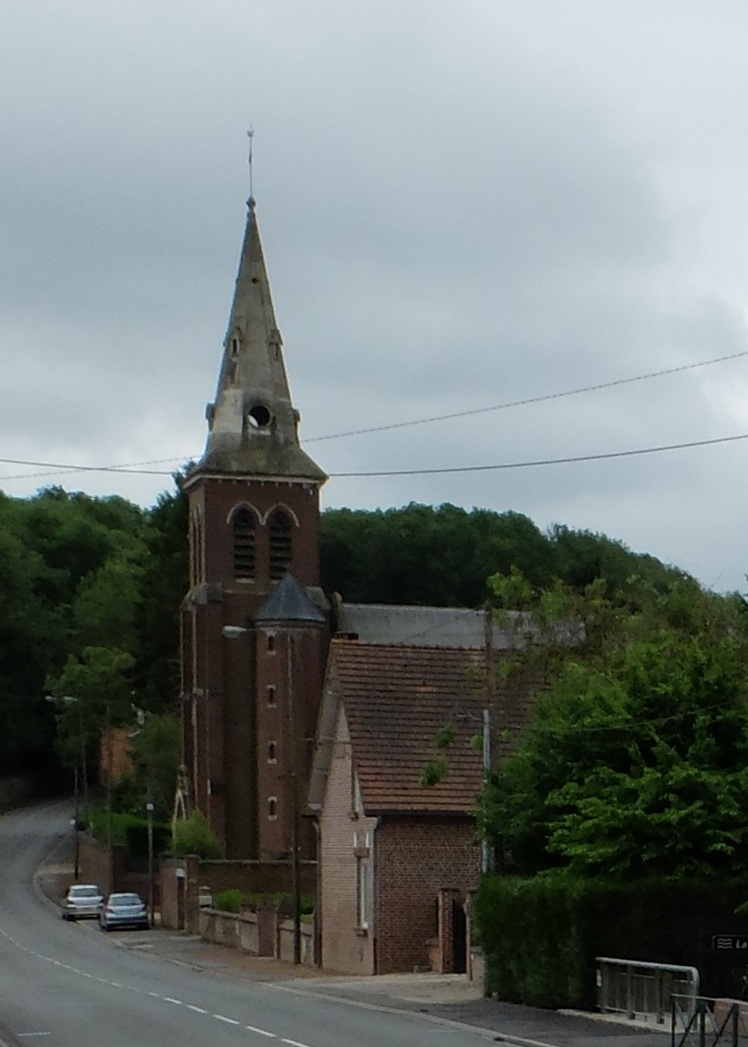
L'église Saint-Léger.
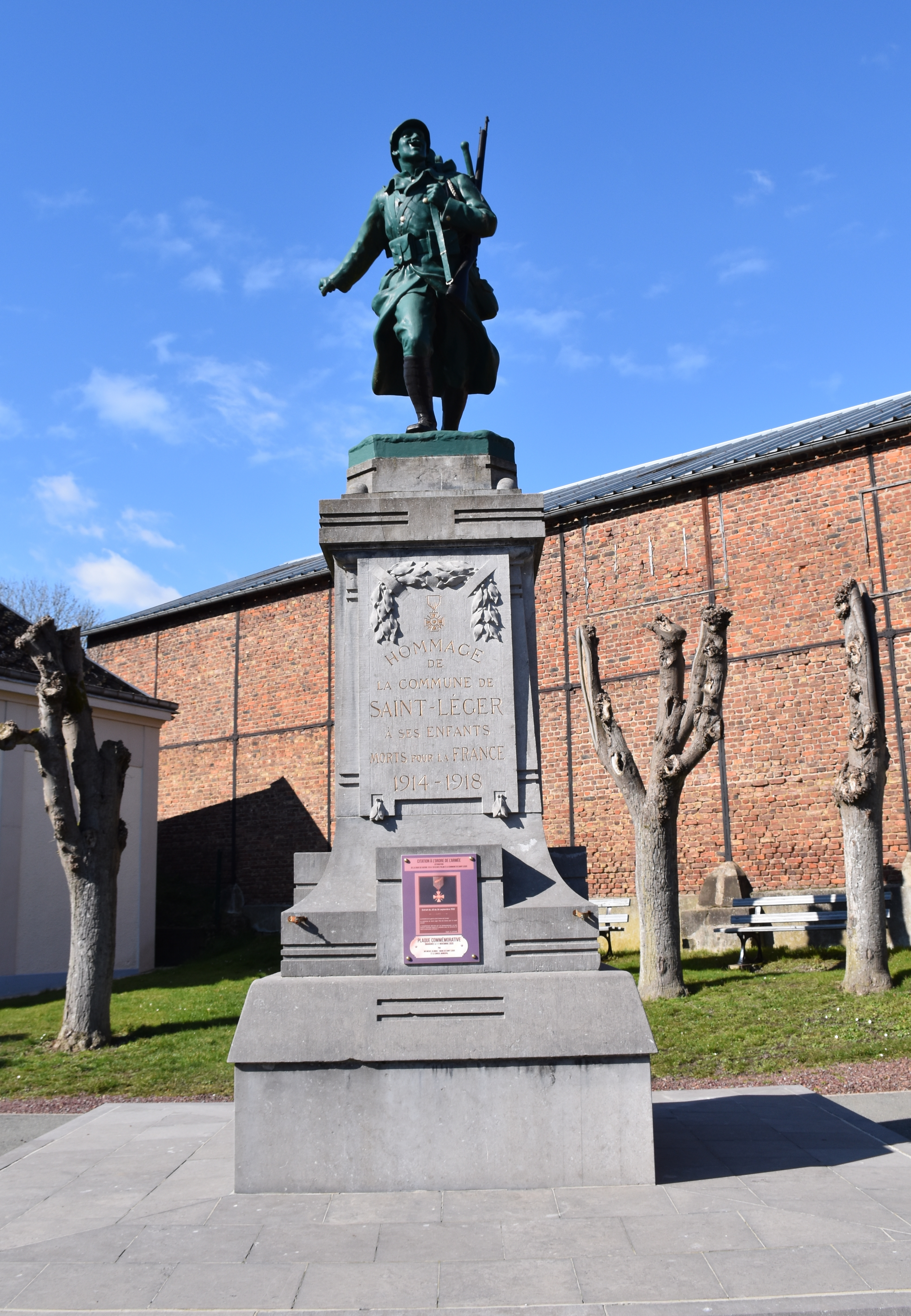
Le monument aux morts.
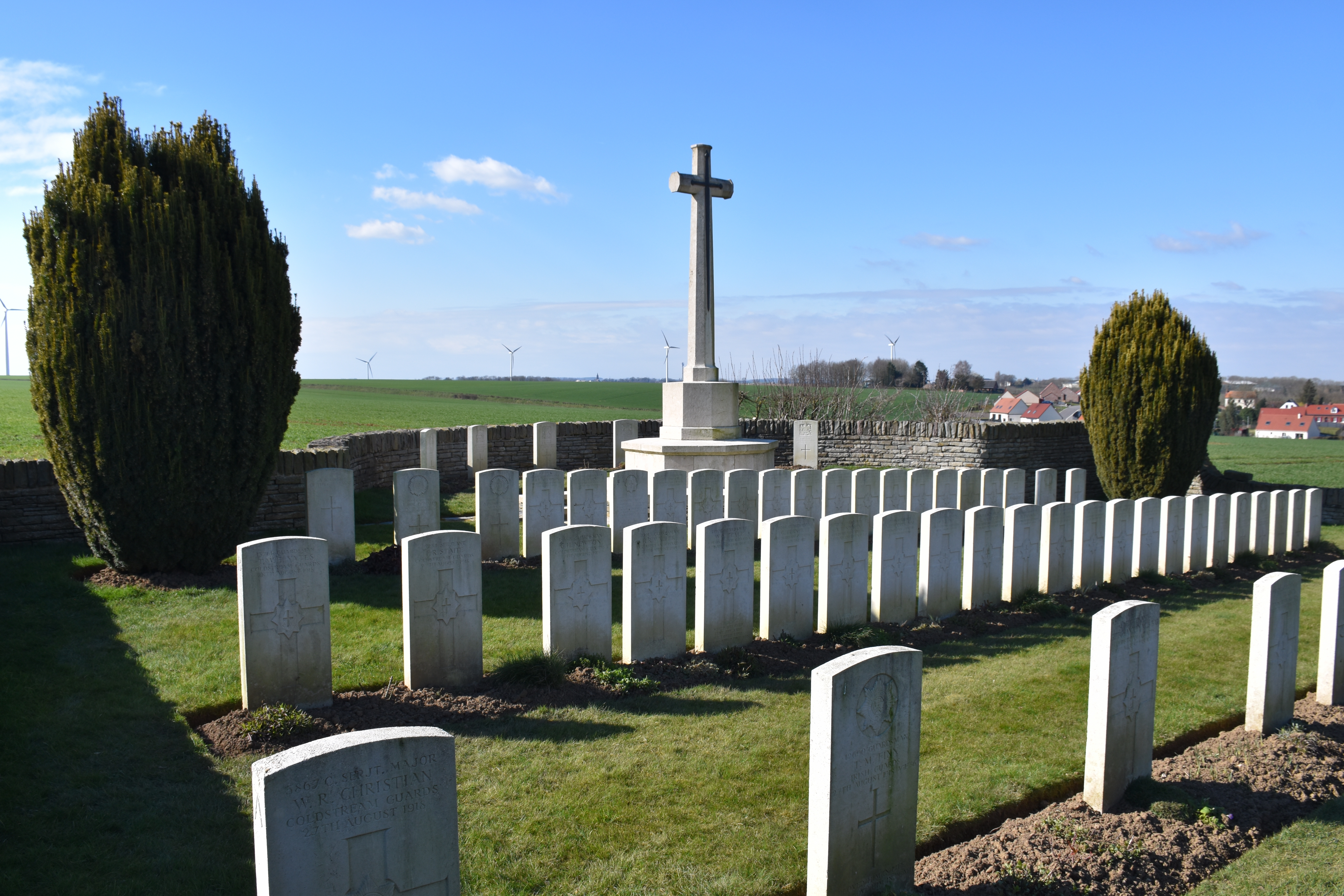
Le Mory Street Military Cemetery (Saint-Léger).
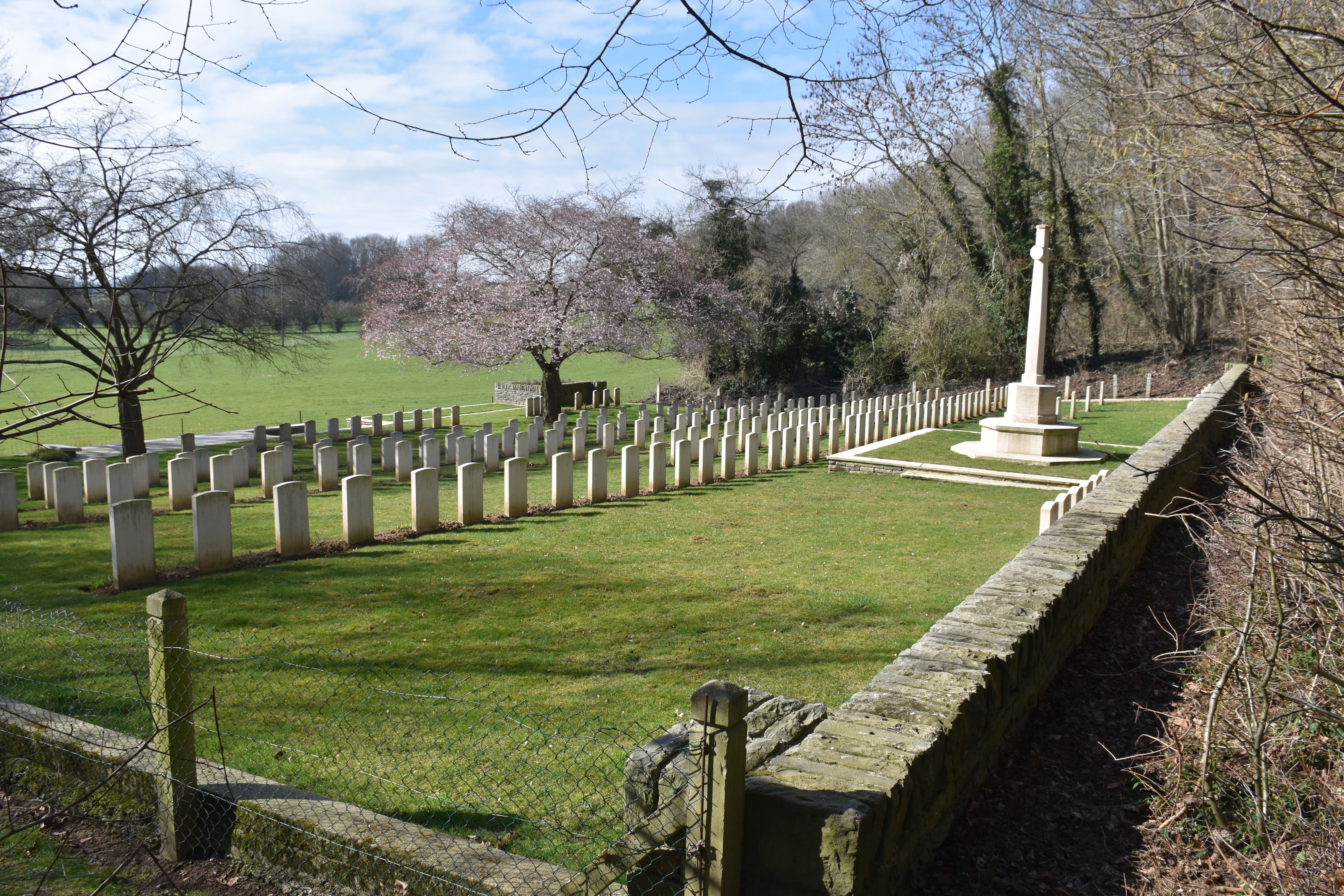
Le Saint-Léger British Cemetery.

### Héraldique
| Blason de Saint-Léger | Blason  | De gueules à trois masques de léopards d'or lampassés de gueules (d'azur). |
| Blason de Saint-Léger | Détails | Le statut officiel du blason reste à déterminer.                           |

## Pour approfondir

#### Bases de données, dictionnaires et encyclopédies
- Ressources relatives à la géographie :   - Insee (communes)
  - Ldh/EHESS/Cassini
- Ressource relative à plusieurs domaines :   - Annuaire du service public français
- Notices d'autorité :   - BnF (données)
  - Tchéquie